# Rébellion du Nord-Ouest
Batailles
Bataille du lac aux Canards - Battleford - Massacre de Frog Lake - Bataille de Fort Pitt - Bataille de la coulée des Tourond - Bataille de Cut Knife - Bataille de Batoche - Bataille de Frenchman Butte - Bataille de Loon Lake

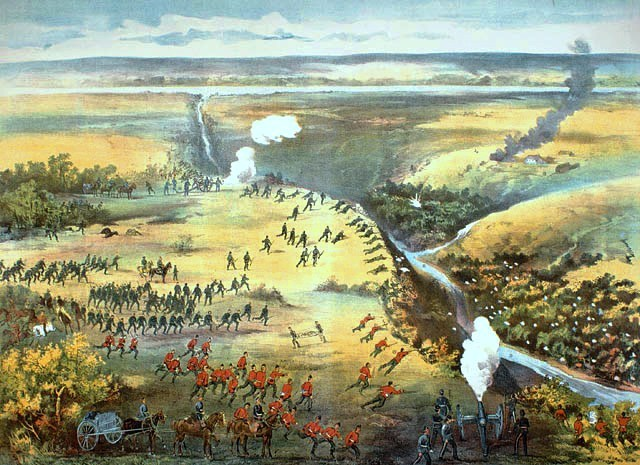
La bataille de Fish Creek

La rébellion du Nord-Ouest (ou rébellion de la Saskatchewan) de 1885 désigne une tentative brève et infructueuse des Métis canadiens de se rebeller contre le gouvernement du Canada.

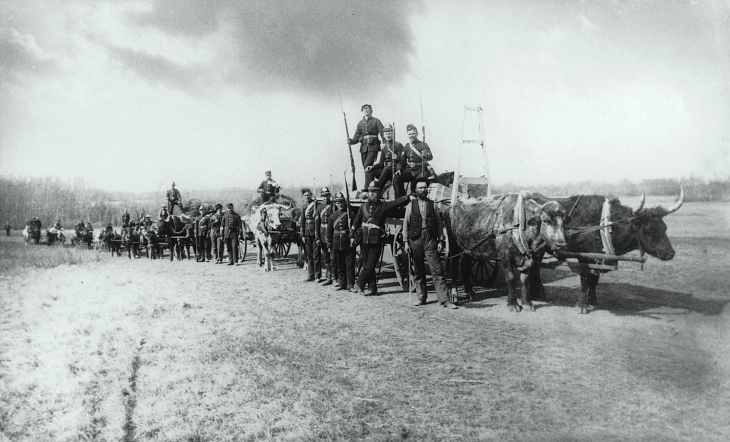
Troupe en marche
vallée de Qu'Appelle, 1885.

## Contexte
Après la rébellion de la rivière Rouge de 1869-70, de nombreux Métis se déplacèrent du Manitoba vers la Saskatchewan, alors intégrée aux Territoires du Nord-Ouest, pour fonder la colonie de Batoche, sur la rivière Saskatchewan Sud. Toutefois, des colons anglophones commencèrent à arriver d'Ontario, réarrangeant la distribution des terres selon le système de concessions carrées « à l'anglaise » plutôt que d'après le système seigneurial de la Nouvelle-France de bandes perpendiculaires à la rivière, que les Métis avaient héritée de leurs ancêtres canadiens français.
En 1884, les Métis demandèrent à Louis Riel de revenir de son exil aux États-Unis, où il avait fui après la première rébellion, pour approcher le gouvernement en leur nom. Sans réponse claire de la part de ce dernier, Riel, Gabriel Dumont, Honoré Jackson et d'autres instituèrent un gouvernement provisoire en mars 1885 et espérèrent influencer les Canadiens de la même manière qu'en 1869. Riel et ses alliés avaient cependant sous-estimé l'importance de la toute nouvelle ligne ferroviaire transcontinentale et la création de la Police montée du Nord-Ouest. Manquant de soutiens chez les colons anglophones et les Amérindiens non métis, sa croyance dans le fait qu'il était le prophète de Dieu au Canada lui aliéna également l'Église catholique romaine. Le père Albert Lacombe obtint l'assurance de la part de Crowfoot que ses guerriers Pieds-Noirs (Blackfoot) n'interviendraient pas.

## Affrontements

### Bataille du lac aux Canards
Le 26 mars 1885, Dumont attaqua et vainquit un petit groupe de colons britanniques et d'éléments de la Police montée menés par Leif Newry Fitzroy Crozier près de Batoche. Le gouvernement fédéral répondit par l'envoi de 3 000 hommes sous le commandement de Frederick Middleton, force à laquelle Middleton incorpora 2 000 volontaires britanniques et membres de la PM qui s'étaient réorganisés depuis Duck Lake.

### Bataille de la Coulée des Tourond
Le 24 avril, les Métis enregistrèrent une nouvelle victoire contre les troupes gouvernementales. Cette bataille, bien qu'insuffisamment décisive pour influencer l'issue de la guerre, mit un coup d'arrêt à la progression de Middleton vers Batoche, où les Métis se regroupaient pour leur ultime combat.

### Bataille de Cut Knife
Le 2 mai, le lieutenant-colonel William Dillon Otter fut défait par le chef indien Poundmaker près de Battleford.

### Bataille de Batoche
Le 9, Middleton attaqua enfin Batoche même. Les Métis furent rapidement à court de munitions, et durent se résoudre à tirer du gravier plutôt que des balles, jusqu'à ce que la retraite soit inévitable. Riel fut capturé le 15 mai, pendant que Dumont, Jackson et les autres chefs Métis fuyaient à travers la frontière vers le Montana.

### Bataille de la Butte-aux-Français
Pendant ce temps, le Major général Thomas Bland Strange arriva de Calgary avec un détachement de la Police montée, mais ne put battre les guerriers indiens de Big Bear lors de la bataille de la Butte-aux-Français à la fin du mois de mai.

## Fin du conflit

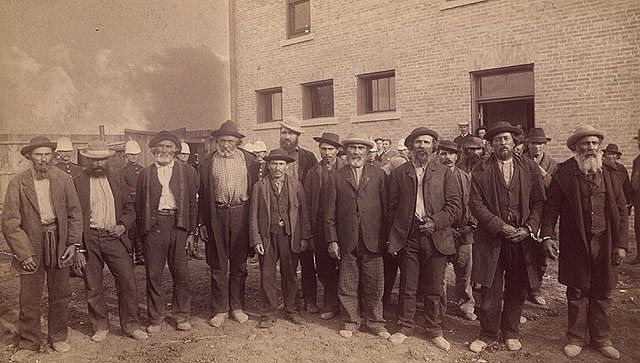
Prisonniers indiens et métis en 1885

Poundmaker et Big Bear déposèrent bientôt les armes. Le gouvernement obtint la pacification des Indiens par l'envoi de nourriture et de biens de première nécessité. Poundmaker et Big Bear furent condamnés à la prison, et huit autres guerriers furent pendus. Louis Riel fut également pendu, ce qui déclencha une controverse nationale entre francophones et anglophones.

## Conséquences
Le chemin de fer Canadien Pacifique joua un rôle essentiel dans cette rébellion en transportant les troupes fédérales à travers le pays en une fraction du temps nécessaire lors de la rébellion de la rivière Rouge. Paradoxalement, Riel joua un rôle essentiel dans l'exécution du rêve de Macdonald d'un réseau ferré national et dans le sauvetage de sa carrière. Au moment de la seconde rébellion, la société était au bord de la faillite. L'ouverture des hostilités et le rôle essentiel du train dans le transport de troupes sur le terrain (en 9 jours, au lieu des 3 mois nécessaires lors de la rébellion de la rivière Rouge) permirent d'accumuler suffisamment de capital politique pour assurer sa survie par l'injection de fonds gouvernementaux. À la suite du conflit, la mise en place d’un système de différenciation dans les sphères linguistique, culturelle et juridique forcent les métis à se disperser et à se faire assimiler. Dans l’un de ses ouvrages, Denis Gagnon écrit: «De 1870 à 1886, les Métis passent de 83 pour cent à 7 pour cent de la population du Manitoba et ils ne sont plus que 5 pour cent aujourd’hui»